# 谷倚
谷倚，魏州昌乐人（今河北省临漳县）。唐朝文学家。
谷那律之子。生卒年均不详，曾任太原主簿。以文词聞名當時，与富嘉谟、吴少微并称“北京三杰”。